# マイバッグ運動

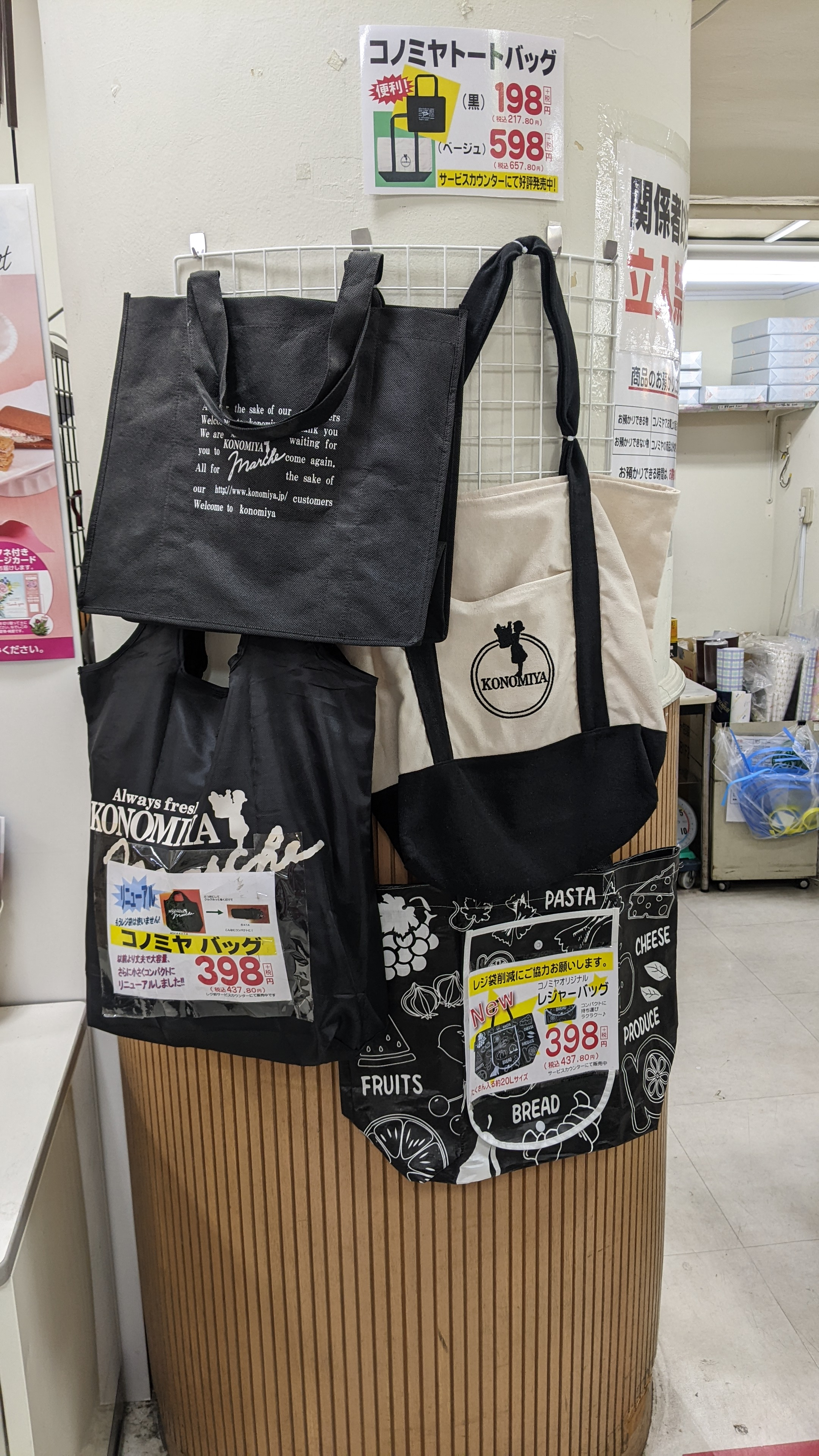
大阪の大手スーパーのコノミヤが販売するトートバッグ。レジ袋削減に協力をお願いし、買い物袋として使用されることを企図している

マイバッグ運動（マイバッグうんどう）とは、小売店での購買時には買い物袋の持参を呼びかける環境保護運動である。

## 概要

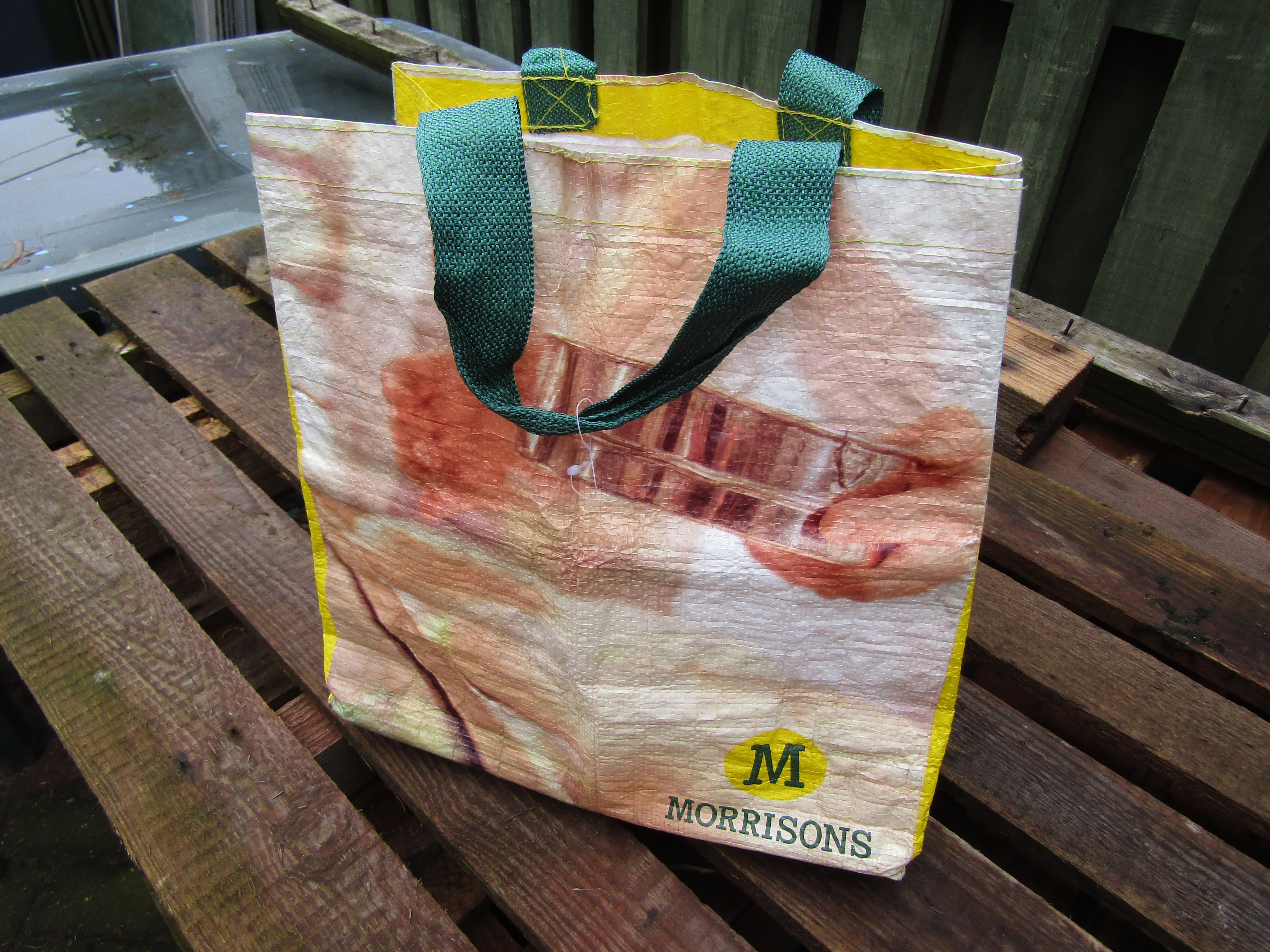
イギリスの大手スーパーのモリソンズが販売するエコバッグ。イギリスで「bag for life」と呼ばれるもので、スーパーの名前とロゴが入っている

小売店が会計時にレジにて提供する使い捨てのレジ袋を使わず、消費者が持参した袋やバッグ（「マイバッグ」）を使用しようという運動である。使い捨ての「レジ袋」に対し、永続的に利用可能な買い物袋は環境負荷が低く、エコなので、「エコバッグ」とも呼ばれる。
環境保護運動の一つであるとも言える。個人レベルの対応ではあるが、内閣府による2022年度の世論調査によれば、日本では2020年7月に経済産業省の通達によりレジ袋が有料化して以降、約8割の国民がプラスチックごみに関心が高まり、マイバッグ・マイボトルなどの具体的な行動を取るようになったと回答している。レジ袋を有料・無料に関わらず辞退する国民は6割を超え、有料なら辞退する国民は9割近くに達している。
スーパーやコンビニなどの小売店内でも、有料の「レジ袋」とは別に「エコバッグ」が販売されている。小売店の店名や、商品の名称がデザインされたバッグを提供している場合もある。
日本以外の世界各国でも同様の運動があり、例えばイギリスのスーパーでは「使い捨てレジ袋(disposable shopping bag）」に対して、永続的に使える買い物袋という意味で「bag for life」の名称で販売されている。
アメリカではリユーザブルバッグ（Reusable bag）と呼ばれる。アメリカでは州単位の規制になるが、例えばカリフォルニア州では2016年にレジ袋を禁止する「プラスチックバッグ禁止法」をアメリカでは初めて施行して以降、多くの州がマイバッグ運動を推進している。ただし、衛生上の問題が懸念され、ウイルス感染などのリスクが高くなるため、カリフォルニア州では2020年のコロナ禍に際して一時的に一時的にマイバッグが禁止されたこともある。

## 目的
マイバッグ運動は、レジ袋の過剰な消費から、繰り返し利用できる買い物袋の使用に切り替えることで、ごみの削減や、それに伴う二酸化炭素などの温室効果ガスの削減、レジ袋の原料となる原油の節約（資源保護）などを目的としている。

### CO2削減
CO2削減の効果は、レジ袋使用時とマイバッグ使用時の環境負荷を比較することで明らかとなる。レジ袋1枚（大型のもの）を作るのに必要な原油は約18.3ml、原油1l当たりの二酸化炭素排出量（固有単位当たり係数）は0.7225kgCなので、レジ袋を削減して製造量も同時に減らしたと仮定し、マイバッグの環境負荷を無視した場合、レジ袋1枚あたり0.013222kgC (=13.2gC) の削減効果があると考えられる。
買い物袋の環境負荷と合わせて考えるには、マイバッグ1袋を作るのに必要な原油の量と、マイバッグ1袋をレジ袋何枚分使用するか（レジ袋代替枚数）を算出し、1枚当たり必要原油量 (l) × 0.7225 (kgC) ÷ レジ袋代替枚数（枚）を計算すればよい。この計算で出る値はレジ袋1枚分に換算したマイバッグの環境負荷なので、この値とレジ袋1枚あたりの値0.013222kgC (=13.2gC) を比較し、後者のほうが大きい場合に効果があるといえる。ただし、これは焼却処分時のCO2だけを考えたもので、ライフサイクルアセスメント (LCA) の手法では、原料採取・製造・輸送・販売で使用するエネルギーまで考慮に入れなければいけない。
また、マイバッグの使用による環境負荷軽減の効果は、同じマイバッグを長くたくさん使い続けるほど大きくなる。同じように、必要な原油量がより少ない買い物袋に変えたり（石油原料の合成繊維製から天然繊維製に変える、など）、エネルギー消費なども考えたLCA基準で環境負荷が少ないマイバッグに変えることで、効果は大きくなる。
2007年の富山国際大学地域学部紀要に於ける桑原宣彰教授の研究では、レジ袋、マイバスケット、複数の種類のマイバッグ、それぞれを使用した場合の環境負荷が比較された。それによれば、全てリサイクル使用を前提にした場合で、ポリプロピレン製マイバスケットなら58回、ナイロン製多機能型マイバッグなら101回、ポリエステル製PET再生品マイバッグなら11回、ナイロン製マイバッグなら34回使用すれば環境負荷を低減出来るとされた。
2009年の日本LCA学会研究発表会に於いて、中国で製造され日本に輸入されるという前提条件でレジ袋とマイバッグそれぞれのCO2排出量の比較調査報告が行われた。それによればマイバッグ１袋あたりの CO2排出量はレジ袋１枚の約50倍となっており、これは一人の消費者が購入したマイバッグを約50回使用すれば、CO2の増加と減少のバランスが取れる事を意味する。しかしその一方で、レジ袋を使用しない場合はレジ袋が果たしていたゴミ袋としての役割が果たせなくなり、他の袋を新たに用意する必要が出てきて環境負荷が増大したり、またマイバッグを繰り返し使用する際に洗剤を使用して洗うとその分だけ環境負荷が増大したりする。それらを考慮すれば単純にマイバッグを約50回使用しただけではCO2を削減出来ず、更に多い回数を使用して初めてCO2削減効果をもたらすことが出来るとされた。
2011年にイギリスの環境庁が発表したLCA報告書によると、レジ袋を再利用しないという前提で、コットンのバッグなら131回、厚手の低密度ポリエチレン（LDPE）製のエコバッグなら4回使えば環境負荷を減らせるとされた。
2018年にデンマークの環境保護庁が発表したLCAによると、ポリエステル製のバッグなら35回、漂白された紙袋なら43回、オーガニックコットン製なら20,000回再利用すれば環境負荷を減らせるとされた。

### ごみ削減
レジ袋からの切り替えには端的にプラスチックごみの削減という効果もある。
プラスチックごみが海洋ごみとなって環境へ与える影響についても懸念されている。ウミガメなどの生物によるレジ袋の誤飲や誤食、レジ袋等のシート状のプラスチックの海底への堆積によるヘドロ化などの問題である。
このほかの理由でレジ袋等のごみ削減に取り組んでいる都市もある。フィリピンのマカティでは2013年から小売業などで用いられるプラスチック袋や発泡スチロール製容器の使用が禁止されているが、その理由は大量のプラスチックごみによる排水路の閉塞が水害の一因になっているためであり、洪水対策の一環としてプラスチック袋の配布の禁止が事業者に義務付けられている。

## 各国での普及状況

### 日本
日本でエコバッグという用語を用い最初に導入したのは、神田お茶の水でエコロジーショップを運営していた株式会社GAIAプロジェクトで1992年。GAIAプロジェクトの常務取締だった石橋正次は、ドイツで普及していた布製エコバッグを日本でも普及しようと考えた。彼は部下に命じ、ドイツのエコバッグを製造していたインドのトリバンドラムの授産施設にエコバッグの製造を依頼、フェアトレード製品として輸入を行った。当時の売価は上代が350円だった。なお、石橋は生活クラブなど複数の生協と瓶商の戸部商事などと共に、Rビンという新たな規格のリターナブル瓶（再利用瓶）の開発も行った人物でもある。
GAIAの導入したエコバッグは、初期は各地の自然食品店などで販売されたが、その後エコロジーブームを背景に、ダイエーや西友、イオンなど大手流通が、1994年頃から同様の布製バッグの販売を始めた。エコバッグはGAIAが商標権を持っていたため、マイバッグなどの用語を用いた。これら流通大手は、レジ袋を使用しない消費者に対しての5円程度の割引サービスとエコバッグの販売（多くは100円）を併用したため、マイバッグ運動＝レジ袋削減運動というイメージが定着した。
2007年2月でのダスキンの調査によると、滋賀県では86.0%が「いつも買い物袋を持参」もしくは「買い物袋持参が多い」と回答している。この数値は、2位の京都府に20ポイント以上の差をつけて全国1位となっている。また、山形県では、「いつも買い物袋を持参」との回答率が全国で最も高く44.0%となっている。
スーパーマーケットを中心に、マイバッグ持参者に「スタンプがたまると100円引き」等の特典も行われ、企業のノベルティや懸賞賞品に、繰り返し使えるトートバッグを用意することも増えてきている。さらに、条例によりレジ袋有料化を課す自治体も増加してきている。2008年ごろにエコバッグがブームとなり、洒落たものや、セレブ・富裕層の愛用するものなどもテレビなどで特集されたりしているが、ブームに乗って頻繁に買い換えるのであれば運動を実践する意味はなくなる。なお、エコバッグのほか「エコバスケット」も用いられている。

#### 「エコバッグ万引き」の増加
警視庁によると、日本では万引きの摘発件数が年々減少しており、レジ袋が有料化された2020年7月以降も、万引きの件数は引き続いて減少した。一方で私服保安員協会（万引きGメン）によると、エコバッグを使った「エコバッグ万引き」の増加が目立つようになった。マイバッグの持参者は、小売店側から見て、商品が精算済みかそうでないかの区別が付きづらい、備え付けの買い物かごの中にマイバッグを入れて未精算の商品を移し替えると怪しまれにくい、などのデメリットが明らかとなっている。エコバッグをカムフラージュに利用した万引き被害が増加し警備を強化せねばならなくなったり、逆に利用者側から見ても、マイバッグ（エコバッグ）を店内に持参することで万引きを疑われ警備員に呼び止められた、などのトラブルもある。

#### 小売業者における取組み
イオングループ
イオングループでは、独自の運動・レジ袋削減策として「マイバスケット運動」や「レジ袋辞退で2円引き（またはレジ袋の有料化）」を行なっている。

#### エコバッグ
宮城県仙台市
仙台市役所、仙台商工会議所などが行うマイバッグ運動では、荒木飛呂彦、荒川静香、MONKEY MAJIK、伊坂幸太郎、平間至、劇団四季らが無償で協力し、デザイナーズエコバッグが製作された。荒木がデザインしたエコバッグには、荒木の作品である『スティール・ボール・ラン』の登場人物「ルーシー・スティール」の描き下ろしイラストがデザインされている。

#### テーマソング
茨城県ひたちなか市
ひたちなか市役所の職員有志によりバンドが結成され、イベントなどでテーマ曲『持ち歩こうマイバッグ』を演奏している。
演奏は『持ち歩こうマイバッグ - YouTube』を参照。
静岡県三島市
テーマ曲『みんなで使おう! マイバッグ』が製作され、CD化もなされている。このCDは、市内の幼稚園や保育園に配布されている。
歌詞は『みんなで使おう! マイバッグ〜未来の三島のために〜』、メロディーは『05065090_mp3_2008417_radA29F5』を参照。
静岡県掛川市
一般市民の手により作成されたテーマ曲『いつも持っているマイバッグ』が、掛川市役所の公式ウェブサイトやマイバッグ運動に参加する各店舗で流されている。
歌詞およびメロディーは『マイバッグソング』を参照。
熊本県菊池市
菊池市役所の職員が自ら作詞、作曲し、職員の長女がボーカルを務めたテーマ曲が発表されている。
徳島県吉野川市
テーマ曲『MY BAGの歌』『わくわくの扉』は吉野川市で取り組んでいる“マイバッグ推進運動”のPRソングとして、地元の有志により作詞・作曲され、イベントなどで演奏されている。
演奏はNHK番組「第14回熱血！オヤジバトル」でグランプリを受賞した、カマンベール『わくわくの扉 - YouTube』『MY BAGの歌 - YouTube』を参照。

### ドイツ
エコバッグは、1980年代のドイツで多用されていた布製バッグÖkobag から発想を得たものだが、その後日本でお洒落な布製エコバッグが爆発的に普及したのに対し、ドイツでは紙袋など様々な素材の携帯用バッグを何度も使うことが当たり前に行われている。そのため日本のようにエコバッグ＝布製のお洒落なバッグというイメージはない。

### イタリア
イタリアではかつて1人あたり年間300枚以上のレジ袋が消費されていたが、2011年1月1日からイタリア国内の小売店等でのプラスチック製のレジ袋の配布が禁止された。

### 台湾・中国・香港
台湾や中国の大手チェーンの小売店などではコスト削減のためレジ袋が完全に有料化されているので、マイバッグの持参やレジ袋の使い回しが当たり前となっている。香港では2008年12月からコンビニエンスストアのレジバッグが有料化（一律50香港セント）された。

### フィリピン
フィリピンのマカティでは大量のプラスチックごみによる排水路の閉塞（都市型洪水）が問題化したため、2013年6月20日からプラスチック袋や発泡スチロール製容器の使用が禁止され、客にプラスチック袋を渡した事業者に対しては5000ペソの罰金が科せられている。